# École Torii
L'école Torii (鳥居派, torii-ha) était une école ukiyo-e fondée à Edo. Les Torii étaient les principaux producteurs d'affiches pour spectacles de kabuki et réalisaient aussi d'autres œuvres promotionnelles ; ils étaient parmi les précurseurs de l'ukiyo-e. Le style des Torii a énormément influencé la représentation des acteurs et des scènes de kabuki sur les estampes, pendant une grande partie du XVIIIe siècle. La famille existe toujours, et continue de réaliser certaines affiches de kabuki.

## Membres
- Torii Kiyomoto (fondateur)
- Torii Kiyonobu (1664 - 22 août 1729) (cofondateur)
- Torii Kiyonobu II (1702 - 1752)
- Torii Kiyomasu I
- Torii Kiyomasu II
- Torii Kiyomitsu I
- Torii Kiyotsune
- Torii Kiyohiro
- Torii Kiyosato

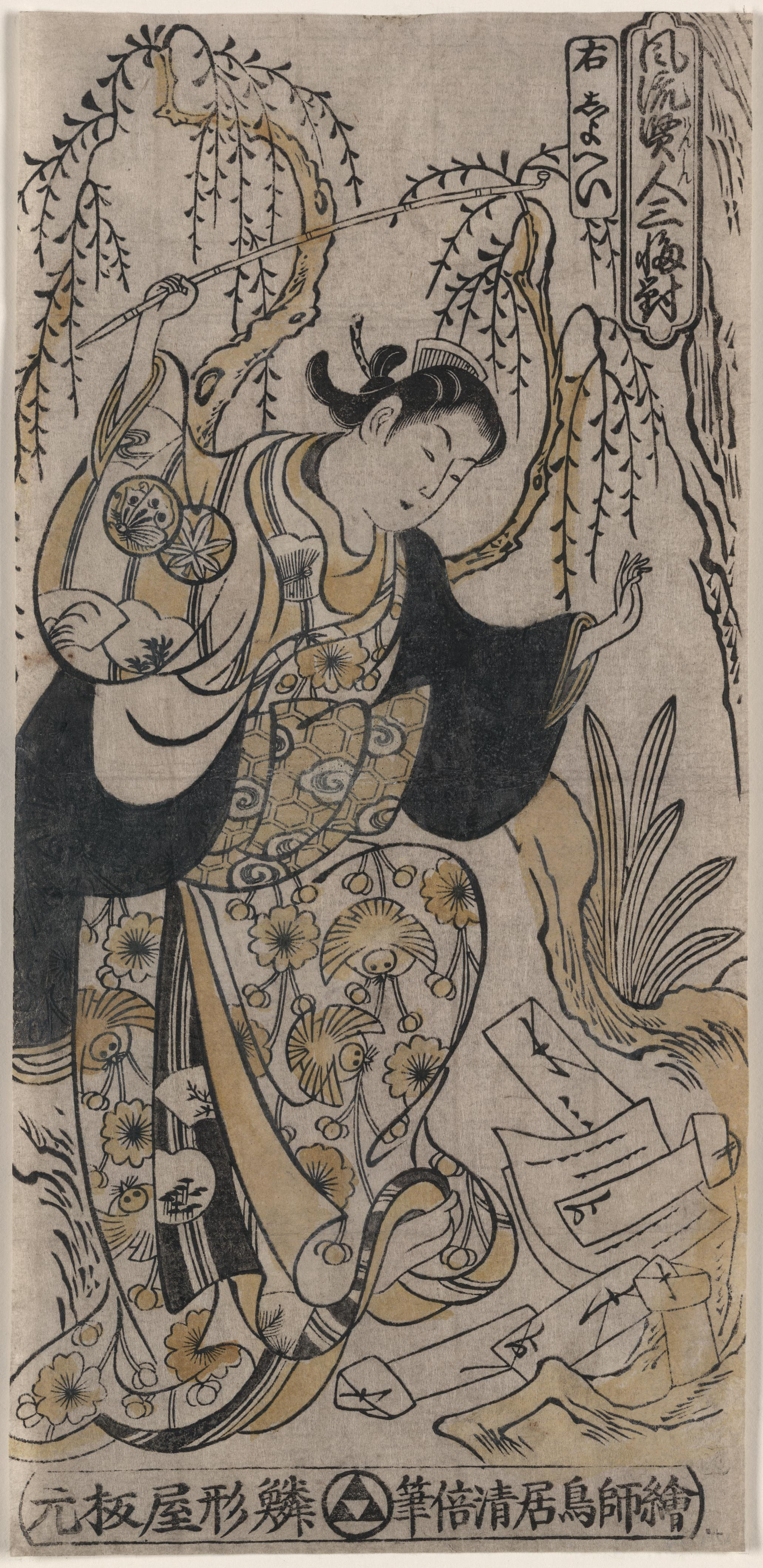
Torii Kiyomasu - Sanjo Kantaro

- Torii Kiyonaga dit Kiyonaga (1752 - 28 juin 1815)
- Torii Kiyomasa I
- Torii Kiyomine I
- Hanegawa Chinchō
- Kondō Kiyoharu
- Torii Kiyotada
- Katsukawa Terushige
- Torii Kiyotomo
- Torii Kiyoshige I
- Torii Kotondo

## Source de la traduction
- (en) Cet article est partiellement ou en totalité issu de l’article de Wikipédia en anglais intitulé « Torii school » (voir la liste des auteurs).